# Gaine des tendons des doigts de la main
Les gaines des tendons des doigts de la main sont les gaines tendineuses qui accompagnent les tendons des muscles fléchisseurs au niveau des doigts.
Elles sont constituées des gaines fibreuses des doigts de la main complétées par les gaines synoviales des doigts de la main pour les trois doigts médians.

## Gaines fibreuses des doigts de la main
Les gaines fibreuses des doigts de la main (ou gaines ostéo-fibreuses digitales) sont les tunnels ostéo-fibreux permettant le cheminement des tendons fléchisseurs sur toutes la longueur des doigts.
En arrière, elles sont formées par les faces antérieures des phalanges et des articulations interphalangiennes.
A l'avant, elles sont fermées par une lame fibreuse. En face de chaque phalange, la lame fibreuse plus épaisse s'insère sur les crêtes osseuses marginales des bords latéraux des faces antérieures des phalanges et forme la partie annulaire de la gaine fibreuse des doigts de la main (ou ligament vaginal des tendons fléchisseurs des doigts ou ligament annulaire des doigts de la main).
En face des articulations interphalangiennes, la lame fibreuse est plus fine et constituée de fibres obliques entrecroisées. A ce niveau elle forme la partie cruciforme de la gaine fibreuse des doigts de la main (ou le ligament crucial des doigts).

## Gaines synoviales des doigts de la main
Les gaines synoviales des doigts de la main sont les gaines séreuses qui accompagnent les parties terminales des tendons fléchisseurs des trois doigts médians.
Elles débutent par un cul-de-sac proximal au-dessus de la ligne métacarpo-phalangienne et se terminent par un cul-de-sac distal au niveau de la base de la phalange distale.
Elles sont reliées par des mésotendons courts et longs aux phalanges. Ces derniers contiennent des vaisseaux permettant la vascularisation des tendons.
Pour le pouce et l'auriculaire, la structure équivalente est fournie par les prolongements respectifs de la gaine du tendon du muscle long fléchisseur du pouce et de la gaine commune des tendons des muscles fléchisseurs de la main.